# Guido Münch
Guido Münch   (San Cristóbal de las Casas, 9 de juny de 1921 - Pasadena, 29 d'abril de 2020) fou un enginyer, astrònom i astrofísic mexicà.
Münch es va llicenciar en enginyeria civil i matemàtiques per la Universitat Nacional Autònoma de Mèxic, ampliant els seus estudis a la Universitat de Chicago i aconseguint el doctorat en astronomia i astrofísica.
Münch va iniciar els seus estudis sobre astrofísica al costat del Premi Nobel de Física Subrahmanyan Chandrasekhar. La seva investigació va incidir, des de llavors, en diversos camps, i va destacar especialment en teoria d'atmosferes estel·lars, espectroscòpia estel·lar, matèria interestel·lar, nebuloses d'emissió, estructura galàctica i física solar. Les seves investigacions sobre el sistema planetari han aportat dades d'enorme interès.
Va desenvolupar les seves investigacions en astronomia als observatoris de Mèxic, a l'Institut de Tecnologia de Pasadena (Califòrnia, EUA), l'Institut Max Planck (Heidelberg, Alemanya), Institut Astrofísic de les Illes Canàries (Universitat de La Laguna) i al Centre Astronòmic hispano-alemany d'Almeria. Les seves investigacions el van dur a col·laborar amb la NASA en les missions espacials del Programa Mariner, Viking i Pioneer.
El 1989 fou guardonat amb el Premi Príncep d'Astúries d'Investigació Científica i Tècnica “per les seves importants contribucions a l'astrofísica”.